# Леопольд Мандич
Леопольд Мандіч (хорв. Leopold  Mandić, ім'я в миру — Богдан Мандич, 12 травня 1866 року, Герцег-Новий (нині — Чорногорія) — 30 липня 1942 року, Падуя, Італія) — святий римо-католицької церкви, чернець-капуцин, священник. Протягом 40 років проживання в монастирі м. Падуї кожен день з ранку до вечора проводив у сповідальниці, сприяючи віруючим у таїнстві покаяння. Проповідував відновлення єдності християнської церкви.

## Біографія
Він був вихідцем із шляхетної, хоча і збіднілої хорватської сім'ї, останнім з дванадцяти дітей в сім'ї Драгіци Царевич і Петара Антуна Мандича. Сім'я щороку відзначала «початок своєї віри» — з тих самих пір, як їх далекий предок прийняв католицизм.
У листопаді 1882 року, в 16-річному віці, Богдан Мандич вступив до ордену капуцинів, приймаючи чернече ім'я Леопольд. У 1884 році його переводять в монастир у місті Бассано дель Граппа (Бассано del Grappa), Італія, в якому в 1888 році він приймає чернечі обіти.
20 вересня 1890 року прийняв у Венеції таїнство священства. У 1906 році його направляють у Падую, де він жив і займався душпастирською діяльністю до самої своєї смерті.
З самого початку вступу в монастир капуцинів Леопольд Мандіч мріяв про місіонерської діяльності у Східній Європі серед слов'янських народів, але через слабке здоров'я (у нього були слабкий зір, артрит, заїкання) і фізичну ваду (його зріст був 135 см) його мрія не могла здійснитися. Незважаючи на ці обставини, він починає молитися про возз'єднання католицької і православних церков, здобувши тим самим в церковних колах відомий як апостол єдності християн.
Чернече начальство визначає його приймати у віруючих сповідь, і він починає свою працю сповідника. Його співчуття до упокорених привертає до нього численних паломників з усієї Італії, і він приймає сповідь, перебуваючи в сповідальниці багато годин.
30 липня 1942 року він помирає від раку стравоходу в 76-річному віці. Незадовго до смерті, монастир, де подвизався Мандич, був підданий потужному бомбардуванню і майже повністю зруйнований, однак келія отця Леопольда не постраждала, що деякі віруючі сприйняли як видиме підтвердження його святості.

## Уславлення
2 травня 1976 року римський папа Павло VI оголосив Леопольда Мандича блаженним, 16 жовтня 1983 року папа Іоанн Павло II канонізував його як святого апостола і єдності між християнськими церквами.
День пам'яті — 12 травня.

## Джерело
- Антоніо Сикари, Портрети святих, т. III+IV, вид. «Християнська Росія», М., стор 111—126